# Zeitelwaidt (untere)
Untere Zeitelwaidt ist ein Gemeindeteil des Marktes Bad Steben im Landkreis Hof (Oberfranken, Bayern). Untere Zeitelwaidt liegt in der Gemarkung Carlsgrün.

## Geografie
Der Weiler liegt am Nordhang des Rumpelbühls (662 m ü. NHN), einer Erhebung des Frankenwaldes. Eine Gemeindeverbindungsstraße führt die Kreisstraße HO 29 kreuzend nach Bad Steben (2,1 km südlich) bzw. nach Lichtenberg zur Staatsstraße 2195 (2,3 km östlich).

## Geschichte
Das Bestimmungswort des Ortsnamens verweist auf eine dort betriebene Zeidlerei.
Unterzeitelwaidt gehörte zur Realgemeinde Carlsgrün. Gegen Ende des 18. Jahrhunderts bestand Zeitelwaidt (untere) aus zwei Anwesen. Die Hochgerichtsbarkeit sowie die Grundherrschaft über die beiden Halbgütlein hatte das bayreuthische Kasten- und Richteramt Lichtenberg.
Von 1797 bis 1810 unterstand Untere Zeitelwaidt dem Justiz- und Kammeramt Naila. Infolge des Ersten Gemeindeedikts wurde Untere Zeitelwaidt dem 1812 gebildeten Steuerdistrikt Untersteben und der zugleich entstandenen Ruralgemeinde Carlsgrün zugewiesen. Im Zuge der Gebietsreform in Bayern wurde Untere Zeitelwaidt am 1. April 1971 nach Bad Steben eingemeindet.

### Ehemaliges Baudenkmal
- Haus Nr. 50/51: Quergeteiltes, zweigeschossiges Wohnstallhaus mit Halbwalmdach, erste Hälfte des 19. Jahrhunderts; Erdgeschoss verputzt massiv, Obergeschoss Fachwerk mit Lehm-Stroh-Ausfachung. Baufällig.[8]

### Einwohnerentwicklung
| Jahr      | 1799   | 1819  | 1861   | 1871   | 1885   | 1900   | 1925   | 1950   | 1961   | 1970   | 1987   | 2013 |
| Einwohner | 14     | *     | 25     | 22     | 19     | 19     | 15     | 14     | 13     | 7      | 11     | 9    |
| Häuser    | 1      |       |        |        | 3      | 3      | 3      | 3      | 4      |        | 4      |      |
| Quelle    | [ 10 ] | [ 6 ] | [ 11 ] | [ 12 ] | [ 13 ] | [ 14 ] | [ 15 ] | [ 16 ] | [ 17 ] | [ 18 ] | [ 19 ] |      |

## Religion
Untere Zeitelwaidt ist evangelisch-lutherisch geprägt und bis heute nach St. Johannes (Lichtenberg) gepfarrt.